# Monika Berg
Pour les articles homonymes, voir Berg.
Monika Berg (Munich, 11 novembre 1942) est une actrice allemande. 

## Filmographie
- 1968 : Provinces